# Пеленичено
Пеленичено  — деревня в Ржевском районе Тверской области. Входит в состав сельского поселения «Хорошево».

## География
Находится в южной части Тверской области на расстоянии приблизительно 7 км по прямой на запад от вокзала станции Ржев-Балтийский.

## История
Деревня была отмечена еще на карте 1825 года. В 1859 году здесь (деревня Ржевского уезда Тверской губернии) было учтено 6 дворов, в 1939—34.

## Население
Численность населения: 70 человек (1859 год), 30 (русские 97 %) в 2002 году, 16 в 2010.